# Still on My Mind
| Recensione | Giudizio |
| ---------- | -------- |
| AllMusic   |          |

Still on My Mind è il quinto album in studio della cantante inglese Dido, pubblicato nel 2019.

## Descrizione
AllMusic descrive Still on My Mind come un album electro-folk, con ritmi hip hop, ed elementi elettropop (You Don't Need a God Mad Love, Friends), synthpop (Hell After This), disco (Take You Home) e new age (Walking By, Chances). Secondo Entertainment Focus, l'album riporta Dido alle sue radici folk e hip hop, e annovera influenze dance ed elettroniche.

## Tracce
1. Hurricanes – 5:17 (Dido Armstrong, Rollo Armstrong, Rick Nowels)
2. Give You Up – 3:21 (Si Hulbert, Denny Thakrar, Rob Agostini, Dee Adam)
3. Hell After This – 3:27 (Dido Armstrong, Ryan Laubscher)
4. You Don't Need a God – 3:31 (Dido Armstrong, Rollo Armstrong)
5. Take You Home – 5:05 (Dido Armstrong, Rollo Armstrong, Rick Nowels)
6. Some Kind of Love – 4:42 (Dido Armstrong, Ryan Laubscher)
7. Still on My Mind – 3:04 (Dido Armstrong, Ryan Laubscher)
8. Mad Love – 2:52 (Dido Armstrong, Rollo Armstrong)
9. Walking By – 4:31 (Dido Armstrong, Ryan Laubscher)
10. Friends – 3:23 (Dido Armstrong, Ryan Laubscher, Matt Hales)
11. Chances – 3:31 (Dido Armstrong, Rollo Armstrong, Dee Adam, Guy Sigsworth)
12. Have to Stay – 2:43 (Dido Armstrong, Ryan Laubscher)

## Classifiche
| Classifica (2019) | Posizione massima |
| ----------------- | ----------------- |
| Australia         | 14                |
| Austria           | 5                 |
| Belgio (Fiandre)  | 10                |
| Belgio (Vallonia) | 12                |
| Francia           | 11                |
| Canada            | 12                |
| Germania          | 6                 |
| Italia            | 27                |
| Nuova Zelanda     | 31                |
| Paesi Bassi       | 19                |
| Polonia           | 17                |
| Portogallo        | 20                |
| Regno Unito       | 3                 |
| Spagna            | 11                |
| Stati Uniti       | 45                |
| Svizzera          | 4                 |
| Ungheria          | 27                |